# 花衣魔笛手

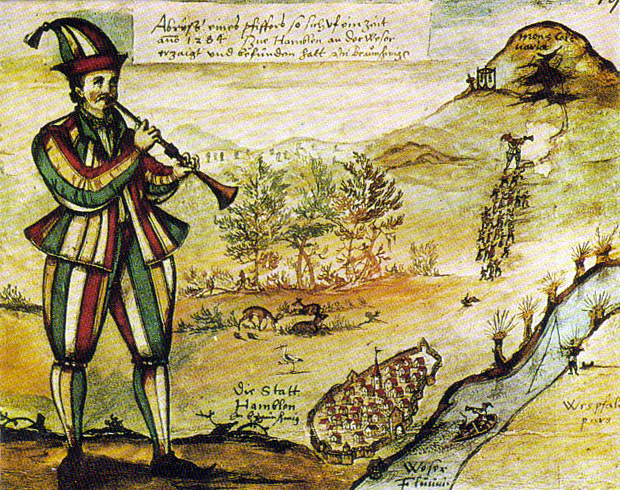
在哈梅爾鎮市場教場內的彩窗圖繪，這是現存最古老有關花衣魔笛手的描繪。

花衣魔笛手（英文：Pied Piper of Hamelin，又譯為彩衣吹笛人、漢姆林的吹笛手、哈梅爾的吹笛人），是個源自德國的民間故事，最有名的版本收在格林兄弟的《德國傳說》（Deutsche Sagen）中，名為〈哈梅爾的孩子〉（Die Kinder zu Hameln）。
故事發生在1284年，德國有個村落名叫哈默爾恩（Hameln），那裡鼠滿為患。某天來了個外地人自稱捕鼠能手，村民向他許諾 —— 能除去鼠患的話會給付重酬。於是他吹起笛子，鼠群聞聲隨行至威悉河而淹死。事成後，村民違反諾言不付酬勞，吹笛人便飲怒離去。過了數周，正當村民在教堂聚集時，吹笛人就回來吹起笛子，眾孩子亦聞聲隨行，結果被誘到山洞內活活困死。其中一個結局是村民最後給了吹笛人應得的酬勞（有的版本是付得更多），他才把被困孩子放出來。另有版本说两个一哑一瞎的孩子最終回来了，可其他孩子被带到哪里卻无从知晓。
研究者相信故事源於一件真實的歷史事件，日本西洋史学者阿部謹也主張在德文中傳說一詞的含義乃本於事實，而花衣魔笛手是一則傳說而非童話；其中包括有哈梅恩與明登主教間的戰爭、中介帶領哈梅爾人到到東歐殖民的年輕人和1212年的兒童十字軍等等。但究竟是那一件，則眾說紛紜。
現代在哈梅恩有一條禁樂之路，即便是新娘的出嫁隊伍路過亦要停下奏樂，以紀念孩童消失事件。